# Rex Mundi
Rex Mundi bzw. Der tanzende Tod ist ein deutsches Stummfilm-Gesellschaftsdrama aus dem Jahre 1924 von Rolf Raffé mit einer prominenten Besetzung in den männlichen Hauptrollen: Eugen Klöpfer, der einen rücksichtslosen Großkapitalisten und Industriellen verkörpert, wird umringt von bekannten Kollegen wie Albert Steinrück, Theodor Loos, Erich Kaiser-Titz, Eduard von Winterstein und Carl de Vogt. Die  weibliche Hauptrolle spielte die Gattin des Regisseurs, Carla Nelsen.

## Handlung
Die Details der Geschichte sind derzeit nicht bekannt. Der Film spielt in der Großfinanzwelt und kann als harte Kritik an ausufernde Machenschaften des rücksichtslosen, weltumspannenden Konzern- und Industriekapitalismus gewertet werden. Im Zentrum des Geschehens steht der „Rex Mundi“ („König der Welt“) Kerkoven, ein ebenso mächtiger wie in seinen Methoden brachialer Erzkapitalist, ein “gewaltiger moderner Eroberertyp”, der durch sein Wirken “Menschen unterjocht und Völker vernichtet” und damit die Welt in eine Katastrophe zu stürzen droht.

## Produktionsnotizen
Rex Mundi entstand im Sommer 1924 mit Außenaufnahmen (Juli 1924) in Neapel und auf Sizilien und Studioaufnahmen in Deutschland (Großes Atelier am Zoo, August 1924) und bekam zunächst angesichts der kostenintensiven Aufmachung große Finanzierungsprobleme, die Raffés Indra-Produktion an den Rand des Ruins brachten, und überdies Zensurschwierigkeiten in Deutschland. Hier passierte der Film die Kontrolle erst am 9. November 1925 und wurde trotz Programmankündigung aller Wahrscheinlichkeit nicht aufgeführt. In Österreich hingegen wurde das Drama bereits 1924 in Augenschein genommen, eine öffentliche Aufführung ist hier allerdings gleichfalls nicht feststellbar.
Kurt Richter war Chefarchitekt, ihm arbeiteten die Kollegen Bernhard Schwidewski und Botho Höfer zu.

## Kritik
Der Filmbote konstatierte nach der ersten Sichtung des Films Anfang August 1924: „‚Rex Mundi‘ ist ein Stück gewaltigen großen Lebens. Das Bild der modernen großen Welt ist mit ebenso sicheren Strichen gezeichnet wie seinerzeit das Bild des österreichischen bzw. englischen Hoflebens in „Kaiserin Elisabeth von Österreich“ und „Königin Karoline von England“. Gewaltigste elementare Leidenschaft, die unbedingt zu den dramatischsten Konflikten treiben muß … und wieder zarteste Lyrik des Herzens, in der alle Träume von Sehnsucht und Liebe zittern … (…) Kurt Richter, der Lubitscharchitekt, hat eine Serie von Bauten geliefert, die an eindrucksvoller Wirklichkeit nichts … zu wünschen übrig lassen. Ein Prachtbau von so unerreichter Stimmungswirkung wie der … „Sitzungssaal für die internationale Finanzkonferenz“ dürfte zu den Spitzenleistungen der Filmarchitektur schlechthin gerechnet werden.“